# Chi Dừa cạn châu Âu
Chi Dừa cạn châu Âu (danh pháp khoa học: Vinca, từ tiếng Latinh vincire nghĩa là "trói buộc, cùm xích") là một chi của 5 loài trong họ La bố ma (Apocynaceae), có nguồn gốc châu Âu, tây bắc châu Phi và tây nam châu Á. Tên gọi chung, chia sẻ cùng các loài trong chi Catharanthus có họ hàng gần, là dừa cạn. Tên gọi gốc Hán-Việt là mạn trường xuân hoa.

## Đặc điểm

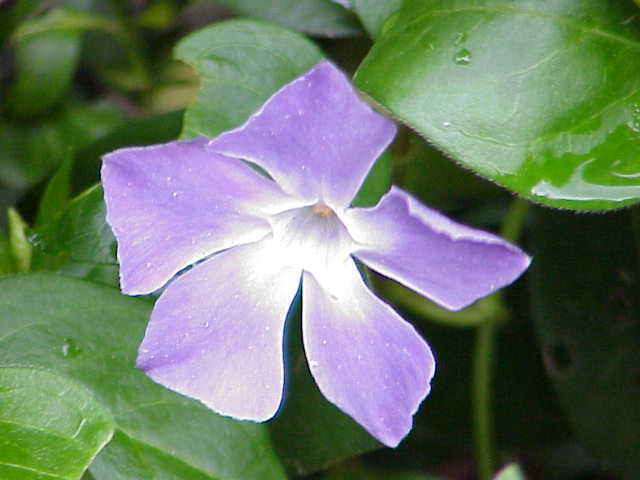
Hoa của dừa cạn lớn (Vinca major)

Chúng là các lại cây bụi nhỏ hay cây thân thảo, có thân cây mảnh dẻ, bò leo, dài khoảng 1–2 m (3–6 ft) nhưng không mọc cao quá 20–70 cm (8-30 inch) trên mặt đất; thân cây thường ra rễ ở những chỗ nó tiếp xúc với đất, tạo điều kiện cho cây lan rộng. Các lá đơn, mọc đối, hình mũi mác hay hình trứng, dài 1–9 cm (0,25-3,5 inch) và rộng 0,5–6 cm (0,25-2,25 inch). Ở 4 loài thì lá thường xanh còn một loài (dừa cạn thân thảo (Vinca herbacea) thì lá sớm rụng, về mùa đông lá và thân cây sẽ chết hết tới tận gốc.
Các hoa có hình khay ngũ giác (tương tự như ở Phlox), mọc quanh năm, rộng 2,5–7 cm (1-3 inch), với 5 cánh hoa màu tím (đôi khi màu trắng), hợp lại tại gốc cánh hoa để tạo ra một ống. Quả là một nhóm các quả đại; một dạng quả khô bị nứt ra dọc theo một bên để giải phóng hạt.

## Trồng và sử dụng
Hai loài, bao gồm dừa cạn nhỏ (Vinca minor) và dừa cạn lớn (Vinca major), là các loại cây cảnh phổ biến trong vườn, được trồng vì có tán lá rậm thường xanh che phủ mặt đất và các hoa màu tím đẹp mắt. V. major có lá rộng hơn, mép lá có lông tơ và hoa to hơn, nhưng chịu lạnh kém hơn và có số nhiễm sắc thể cao gấp hai lần của V. minor. Các giống của V. major với hoa lốm đốm hay được trồng. Cả hai loài đều bị coi là loài xâm hại tại Hoa Kỳ và Australia. Chúng không bị tác động của các loại thuốc trừ cỏ thông thường và cần phải có các loại thuốc dựa trên cơ sở hoóc môn mới có thể kiểm soát được.

### Y học
Các loài dừa cạn này trước đây đã được sử dụng trong liệu pháp vi lượng đồng cân để điều trị sổ mũi, khó tiêu nhưng do bản chất và các tác động của các ancaloit như vincamin, isovincamin và vincamidin, nó ít được sử dụng. Chúng cũng chứa tanin.
Các loại thuốc của hóa học trị liệu như vincristin và vinblastin trong điều trị ung thư cũng có thể thu được từ các loài cây này.

## Thư viện ảnh

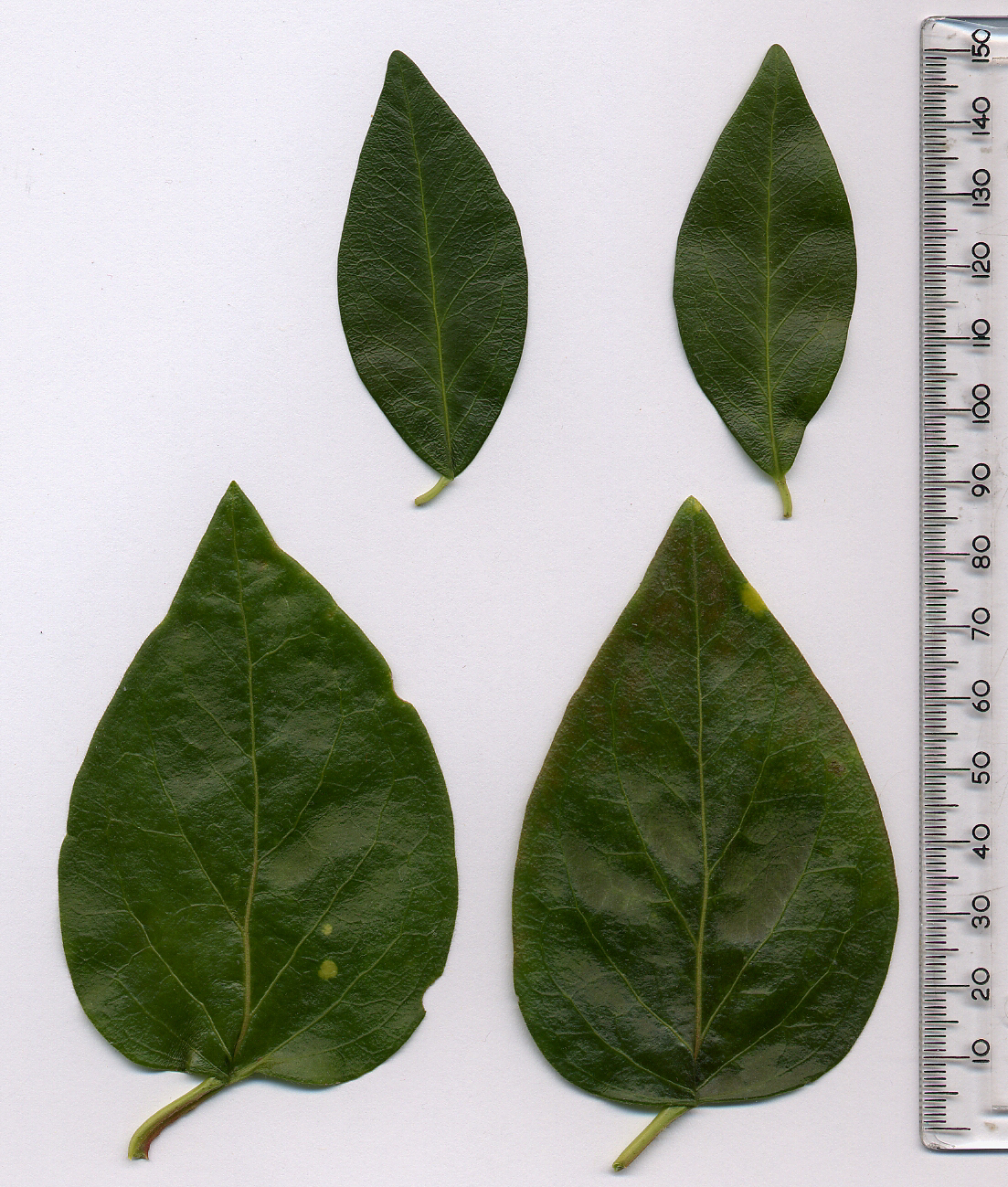
Vinca minor (trên), Vinca major (dưới); so sánh lá
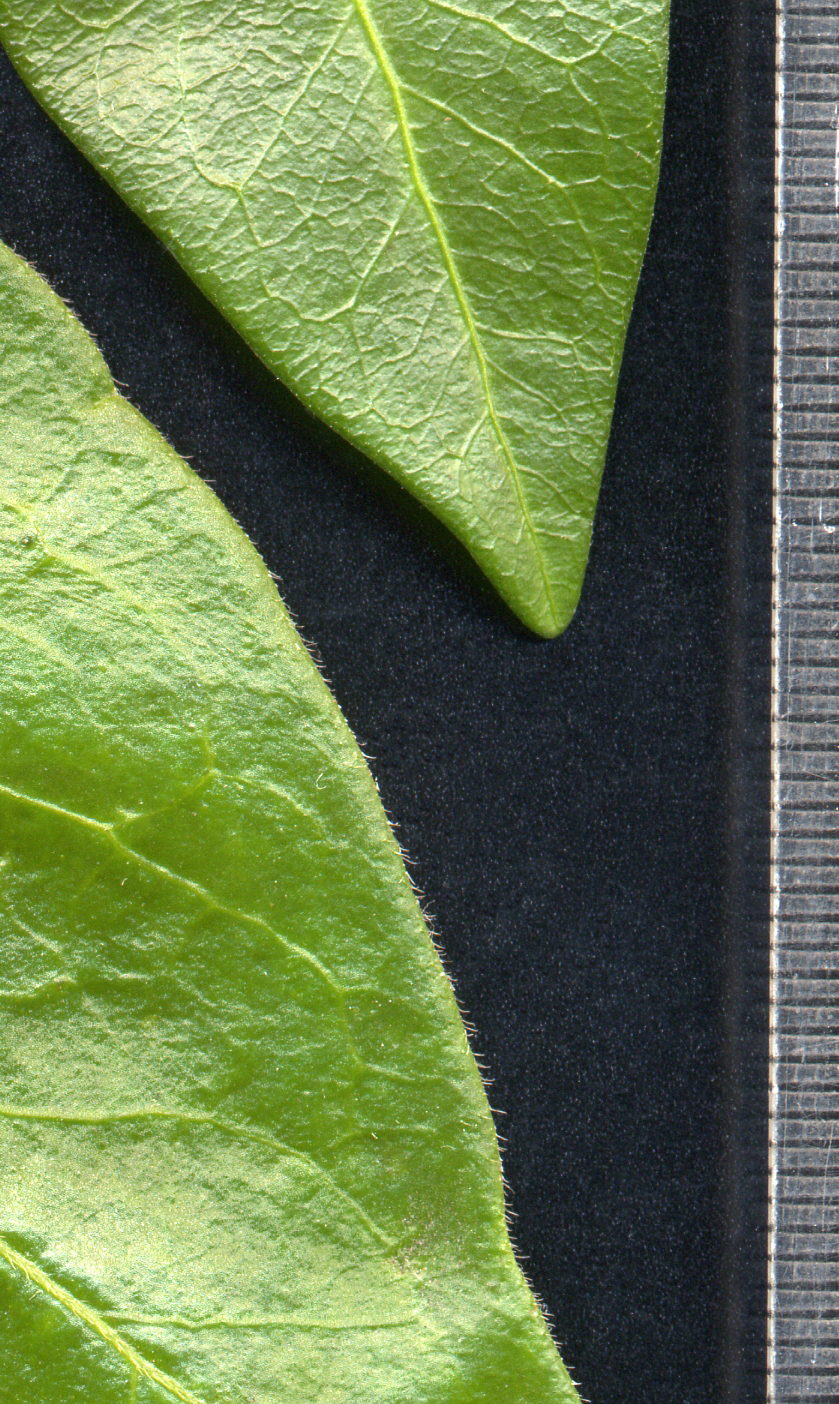
Vinca minor (trên), Vinca major (dưới); so sánh mép lá